# Bernd Schuster
Bernd Schuster (ur. 22 grudnia 1959 w Augsburgu) – niemiecki trener piłkarski i piłkarz występujący na pozycji pomocnika. Obecnie trener.

## Życiorys

### Zawodnik
Karierę zawodową zaczynał w FC Köln. 22 maja 1979 roku debiutował w drużynie narodowej, w meczu z Irlandią. Rok później był jednym z kluczowych zawodników drużyny, która zdobyła mistrzostwo Europy,
W 1980 roku dołączył do FC Barcelona, spędził w klubie 8 lat. W 1981 roku odniósł poważną kontuzję na skutek wślizgu Andoniego Goikoetxei. Powrócił jednak do zdrowia i tworzył zgrany duet z ówczesną gwiazdą klubu Diego Maradoną. W sezonie 1984/1985 zdobył mistrzostwo Hiszpanii, w sezonie 1981/1982 Puchar Zdobywców Pucharów.

### Trener
Jako trener pracował w Fortunie Köln, FC Köln, hiszpańskich CD Xerez, Levante, ukraińskim Szachtarze Donieck. W 2005 roku objął hiszpański Getafe CF. Dwa lata później, w lipcu 2007 roku stał się trenerem Realu Madryt. Na tym stanowisku zastąpił Fabia Capello, który z klubem z Madrytu zdobył Mistrzostwo Hiszpanii. Prezentacja Niemca odbyła się 9 lipca 2007 roku na Estadio Santiago Bernabéu.
9 grudnia 2008 roku Bernd Schuster przestał być szkoleniowcem Realu Madryt. Nowym trenerem „Królewskich” został dawny opiekun Sevilli i Tottenhamu Hotspur Hiszpan Juande Ramos. O zwolnieniu dotychczasowego trenera Realu poinformowali na konferencji prasowej dyrektor sportowy madryckiego klubu Predrag Mijatović i rzecznik zarządu Realu Miguel Angel Arroyo.
W czerwcu 2013 roku oficjalnie został trenerem hiszpańskiej Málagi CF zastępując Manuela Pellegriniego, który zrezygnował z pełnienia tej funkcji wraz z końcem sezonu.

## Statystyki
- Liczba meczów w Bundeslidze: 120
- Liczba goli w Bundeslidze: 18
- Liczba meczów w Primera División: 316
- Liczba goli w Primera División: 87
- Liczba meczów w lidze meksykańskiej: 9
- Liczba meczów w reprezentacji: 21
- Liczba goli w reprezentacji: 4

## Sukcesy
- Mistrz Europy: 1980,
- Mistrz Hiszpanii: 1985, 1989, 1990,
- Puchar Hiszpanii: 1981, 1983, 1988, 1989, 1991, 1992,
- Puchar Zdobywców Pucharów: 1982,
- Finał Pucharu Mistrzów: 1986,
- Pozycje w plebiscycie France Football:
  - 1980: 2.
  - 1981: 3.
  - 1982: 10.
  - 1983: 11.
  - 1984: 11.
  - 1985: 3.